# Safi Airways
Safi Airways (перс. خطوط هوایی صافیخطوط هوایی صافی‎) — колишня приватна афганська авіакомпанія зі штаб-квартирою в Кабулі, що виконує регулярні внутрішні та міжнародні пасажирські перевезення.

## Загальні відомості
Авіакомпанія була заснована в 2006 році афганським бізнесменом Рахімом Сафі і спочатку була орієнтована на надання послуг найвищого рівня як на внутрішніх, так і на міжнародних авіалініях. Представництво Safi Airways відкрито в бізнес-центрі міста Дубай (Об'єднані Арабські Емірати).
Safi Airways експлуатує літаки концерну Airbus — A320-212, A340-311 і концерну Boeing — Boeing 767-200ER. Директорат авіакомпанії складається з досвідчених фахівців і управлінців в області комерційних авіаційних перевезень з Німеччини і Бельгії, а пілоти набираються на сезонні контракти з країн Європейського союзу і Сполучених Штатів Америки.

## Маршрутна мережа
У січні 2011 року авіакомпанія Safi Airways виконувала регулярні рейси за наступними пунктами призначення:
| †   | Базовий   |
| [T] | Скасовані |

| Місто     | Країна     | ІАТА | ІКАО | Аеропорт                           | Посилання | Примітки |
| Дубай     | ОАЕ        | DXB  | OMDB | Міжнародний аеропорт Дубай         |           |          |
| Франкфурт | Німеччина  | FRA  | EDDF | Міжнародний аеропорт Франкфурта[T] | [ 6 ]     |          |
| Кабул     | Афганістан | KBL  | OAKB | Міжнародний аеропорт Кабула †      |           | Базовий  |

### Партнерські угоди
Safi Airways має код-шерінгові угоди з такими авіакомпаніями:
- Emirates
- Qatar Airways
- United Airlines
- Delta Air Lines
- Lufthansa
- Air China

## Флот
Станом на 27 червня 2010 року повітряний флот авіакомпанії Safi Airways складався з таких літаків:

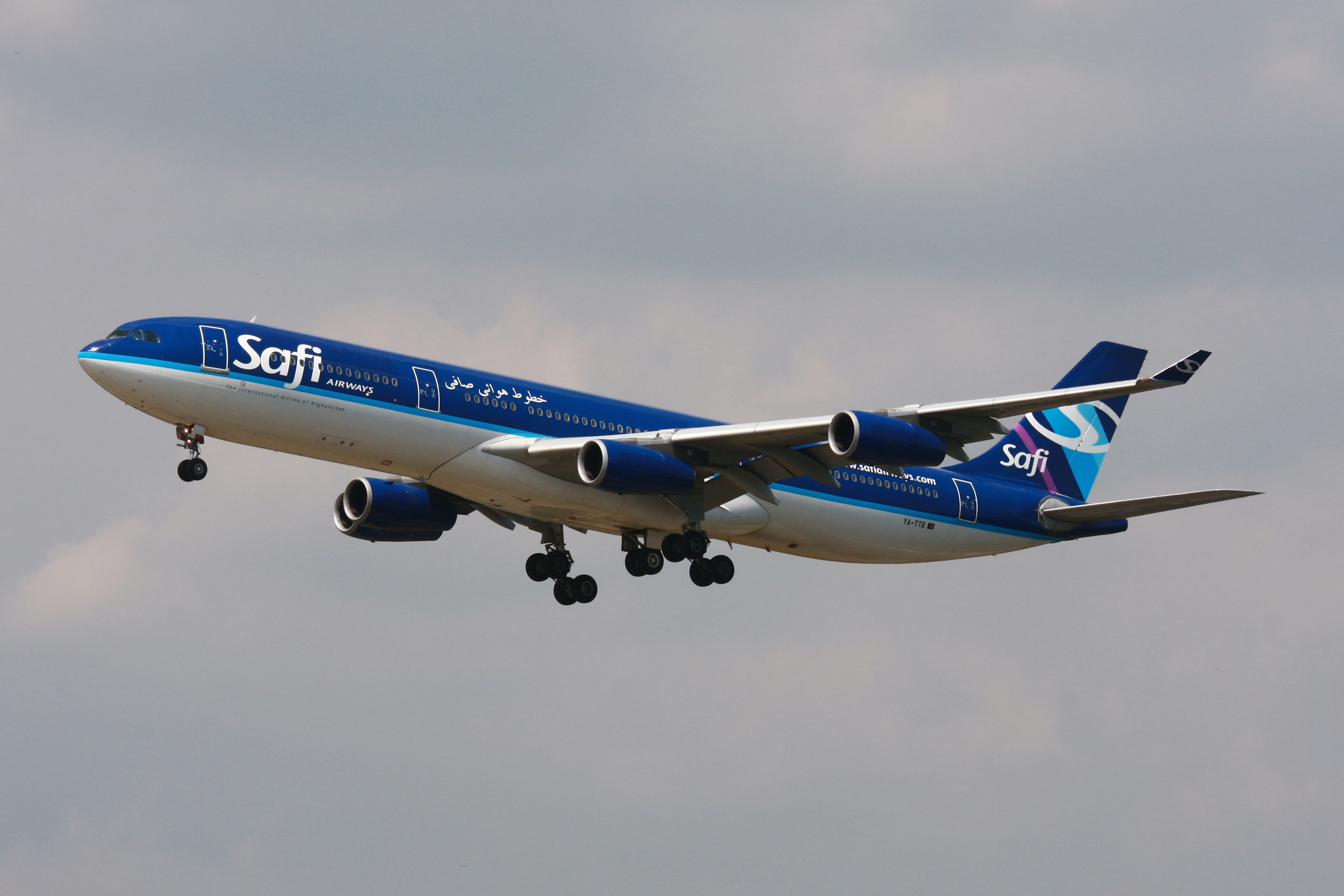
Airbus A340-300 Safi Airways заходить на посадку в Міжнародному аеропорту Франкфурта (Німеччина), 2010 рік

6 липня 2009 року авіакомпанія оголосила про планову заміну літаків Boeing 737-300 лайнери Airbus A319 або Boeing 737-700, а також про придбання Airbus A330 для роботи на середньо - і далекомагістральних маршрутах. До кінця 2011 року флот перевізника повинен зрости до десяти літаків.
5 листопада 2009 року флот Safi Airways поповнився далекомагістральним літаком Airbus A340-311.